# Wang Xiaoqian
Wang Xiaoqian (chiń. 王小倩; pinyin Wáng Xiǎoqiàn; ur. 12 grudnia 1996) – chińska zapaśniczka walcząca w stylu wolnym. Brązowa medalistka mistrzostw świata w 2019, a także mistrzostw Azji w 2017. 
Druga na MŚ U-23 w 2019 i trzecia w 2018 roku.